# Deutsche Freiheitsbibliothek
Die Deutsche Freiheitsbibliothek in Paris wurde 1934 von deutschen Exilanten gegründet, um alle Schriften zu sammeln, die im deutschen nationalsozialistischen Reich verboten und verbrannt worden waren. Sie befand sich im 8. Arrondissement in einem Atelier am Boulevard Arago Nr. 65. Sie ging zurück auf das Internationale Antifaschistische Archiv, das kurz zuvor gegründet worden war.

## Aufgaben und Bestände
Aufgabe der Deutschen Freiheitsbibliothek war die Sammlung aller Bücher, die zum antifaschistischen Kampf gegen den Nationalsozialismus aus dem Exil beitragen konnten. Ein wichtiger Zweck dieser Materialien war die Bereitstellung für politisch-dokumentatorische Kampfschriften nach dem Beispiel des Braunbuchs über Reichstagsbrand und Hitlerterror, das kurz vor der Gründung der Bibliothek entstanden war. Diese Publikationen trugen erheblich zur antifaschistischen Arbeit deutschsprachiger Emigranten bei. Auf diese Weise entstand beispielsweise das Weißbuch über die Erschießungen des 30. Juni 1934. Des Weiteren gab es zahlreiche von der Deutschen Freiheitsbibliothek organisierte Ausstellungen, die oftmals parallel zur Herausgabe der Kampfschriften stattfanden. Angelehnt an den Gründungsanlass war sie auch der Hauptträger der jährlichen Gedenktage am 10. Mai, dem Tag der verbrannten Bücher, also dem Jahrestag der Bücherverbrennungen.
Die Sammlung der Deutschen Freiheitsbibliothek umfasste etwa 20.000 Bücher – zur Einweihung waren davon bereits 13.000 vorhanden – und außerdem Hunderte Mappen mit Zeitungsartikeln und weiteren Dokumenten. Hierbei handelte es sich um alle Bücher, die in Deutschland unter dem Nationalsozialismus entweder bei den Bücherverbrennungen verbrannt worden waren oder unabhängig davon verboten, zensuriert oder totgeschwiegen waren, um alle Schriften, die die deutschen Emigranten retten konnten, ins Exil mitgebracht hatten und zur Verfügung stellten sowie sonstige Werke, die notwendig waren, um sich umfassend mit dem Dritten Reich zu befassen. Außerdem stellte sie auch alle Unterlagen, die das Internationale Antifaschistische Archiv bereits gesammelt hatte, zur Verfügung.

## Geschichte

### Gründung und Eröffnung
Die Deutsche Freiheitsbibliothek war als Organisation dem Internationalen Antifaschistischen Archiv, welches durch das Weltkomitee für die Opfer des Faschismus im Dezember 1933 gegründet worden war, angegliedert. Auf dieses ging somit auch die Idee der Eröffnung der Bibliothek zurück, vermutlich auf den Leiter des Archivs – Alfred Kantorowicz. Im Januar 1934 dann fand ein Empfang in Paris statt, bei dem sich das Initiativkomitee zur Schaffung einer Deutschen Freiheitsbibliothek unter Präsidentschaft von Romain Rolland bildete. Dieses rief in den nächsten Wochen deutschsprachige Intellektuelle im Exil dazu auf, Materialien für die Bibliothek bereitzustellen, und schuf die Ausstellung, die am 10. Mai 1934 zum ersten Jahrestag der Bücherverbrennungen in Deutschland eröffnet wurde.
Mehrere Reden auf dieser Eröffnungsveranstaltung verdeutlichten die Intentionen der Gründer und die Meinungen externer Besucher. Der Hauptredner war Egon Erwin Kisch. Er erläuterte die revolutionäre Zielsetzung der Bibliothek im geistigen Kampf. Sie sei nicht nur zum Gedenken an die Bücherverbrennungen entstanden, sondern auch ein Bekenntnis dafür, gegen den Nationalsozialismus zu kämpfen. Letztendlich solle die Bibliothek nach Berlin überführt werden. Neben ihm sprachen auf der Eröffnung noch mehrere weitere Deutsche und Franzosen, unter anderen auch Alfred Kantorowicz.

### Geschichte bis zur Zerstörung 1940
Die Arbeit der Bibliothek begann direkt nach der Eröffnung. Jeweils acht Arbeiter – ehrenamtlich oder für einen Hungerlohn – sorgten für Pflege und Erweiterung der Sammlung sowie die Vorbereitung von Ausstellungen und Veranstaltungen. Die Hauptarbeit übernahm Max Schröder. Bereits im Juni 1934 wurden das Antifaschistische Archiv und die Freiheitsbibliothek zu einer Institution zusammengelegt. Zwischen April 1935 und Januar 1937 kamen die Mitteilungen der Deutschen Freiheitsbibliothek heraus, die in unregelmäßigen Abständen erschienen und über verschiedenes zur Bibliothek, aber auch zu unabhängigen Veranstaltungen intellektueller Emigranten in Paris, berichteten und als Forum dienten.
Als wichtige Aktivitäten, jeweils mit einer Ausstellung und einer parallel entstandenen Kampfschrift, sind die Zusammenarbeit mit dem Internationalen Schriftstellerkongress zur Verteidigung der Kultur, der 1935 in Paris stattfand, sowie die Antwort auf eine nationalsozialistische Ausstellung in Paris 1936 – Das Freie Deutsche Buch – zu nennen. Das wichtigste Unternehmen der Bibliothek war die Ausstellung Das Deutsche Buch in Paris 1837–1937, die zeitgleich mit der Weltausstellung 1937 in Paris stattfand und sich an Reichsdeutsche sowie Franzosen richtete. Nach Deutschland überführt wurden die Bestände der Bibliothek nie, denn nach Kriegsbeginn war diese zerstört worden.

## Wichtige Personen
- Gründungsidee (vermutlich): Alfred Kantorowicz
- Präsident: Heinrich Mann
- Hauptarbeit (vor allem 1934–1935): Max Schröder; 1935–1939 Lya Rosenheim (später: Lya Kralik)[9]

### Mitglieder des Initiativkomitees
- Georg Bernhard
- Lion Feuchtwanger
- Gaston Gallimard
- André Gide
- John Burdon Sanderson Haldane
- Harold Laski
- Henri Lévy-Bruhl
- Heinrich Mann
- Frans Masereel
- Rudolf Olden
- Theodor Plievier
- Romain Rolland
- Joseph Roth
- Anna Seghers
- Henry Wickham Steed
- Ernst Toller
- H. G. Wells